# Richard Tauber (Schauspieler)

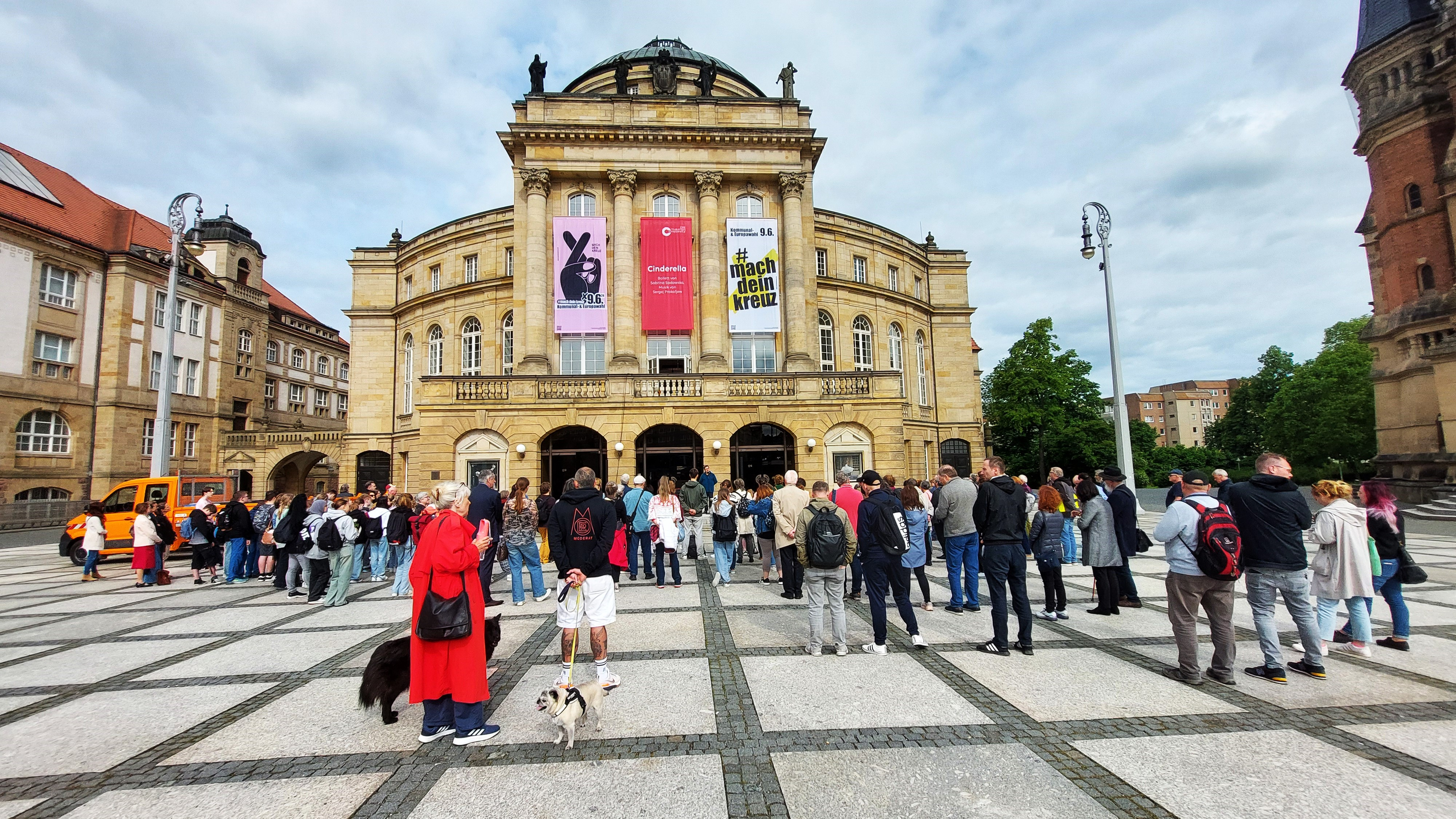
Stolpersteinverlegung auf dem Theaterplatz Chemnitz

Anton Richard Tauber (geboren am 21. April 1861 in Wien, Kaisertum Österreich; gestorben am 4. August 1942 in Pregassona bei Lugano) war ein österreichischer Theaterschauspieler und ab 1912 Theaterdirektor, zuletzt von 1918 bis 1930 Generalintendant des städtischen Theaters in Chemnitz.

## Biografie

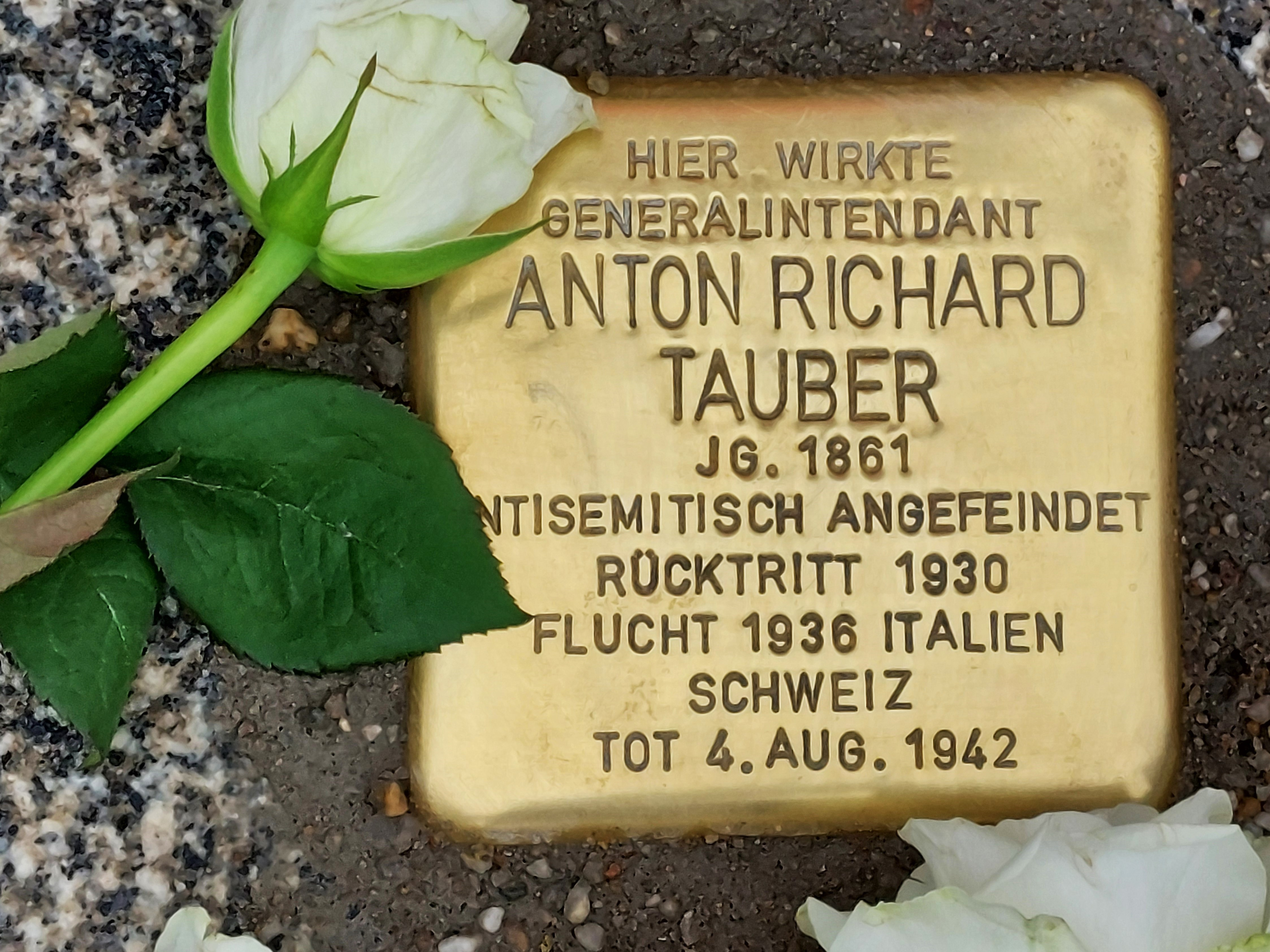
Stolperstein für Richard Tauber am Eingang des Opernhauses Chemnitz

Tauber war der Sohn eines jüdischen ungarischen Weinhändlers. Ab 1878 besuchte er in seiner Geburtsstadt die Nicklassche Theaterschule. Seinen ersten Auftritt hatte er in Wels. Es folgten Stationen in St. Pölten, Znaim, Essegg, Troppau, Laibach, Eger und Linz. Ein längeres Engagement führte ihn 1885 nach Graz, bevor er ab 1887 für zehn Jahre in Berlin am Königlichen Schauspielhaus sowie am Deutschen Theater und 1888 am Berliner Theater spielte. Zwischendurch gelangte er im Rahmen von Gastspielen 1889 an das Theater an der Wien, wo er eine Rolle in dem Stück Fall Clémenceau von Alexandre Dumas übernahm. Die Hauptrolle der Isabella spielte dort Adele Sandrock. Nach einer Reise in die Vereinigten Staaten im folgenden Jahr, während der er am Amberg Theatre in New York gastierte, trat er ab 1891 im Deutschen Landestheater in Prag auf und 1900 für ein Gastspiel am Berliner Theater wie auch sein Schauspielerkollege Eduard Le Seur. Von 1899 bis 1912 fand Tauber ein festes Engagement am Königlichen Schauspielhaus in Wiesbaden, bevor ihm 1912 die Stelle eines Direktors am Stadttheater in Chemnitz angetragen wurde. 1918 erhielt er dort die Ernennung zum Generalintendanten. Doch wurden in den 1920er Jahren die antisemitischen Anfeindungen zunehmend spürbar, denn Tauber war getaufter Jude. Nach 18-jähriger Leitung trat er im August 1930 resigniert, aber vom Publikum gefeiert in den Ruhestand. Er wohnte danach zunächst im heutigen Dresdener Stadtteil Weißer Hirsch, bevor er während der Zeit des Nationalsozialismus in die Schweiz emigrierte.
Während seiner Ära als Schauspieler interpretierte Richard Tauber den Juden Shylock in William Shakespeares Der Kaufmann von Venedig, den Intriganten Iago in Shakespeares Othello, den Advokaten Torvald Helmer in Henrik Ibsens Nora oder Ein Puppenheim, den Omar in Ludwig Fuldas Talisman oder auch den Demetrius in Friedrich Schillers gleichnamigem Dramenfragment Demetrius. Als Intendant führte er die Chemnitzer Bühne zu hohem Ansehen. 1914 konnte dort die Sächsische Premiere des Parsifal gefeiert werden. Während namhafte Dirigenten wie Schauspieler ihrer Zeit unter der Intendanz Taubers in Chemnitz auftraten bzw. wirkten, äußerte Franz Lehár über ihn, dass er „einer der hervorragendsten Theaterleiter Deutschlands“ sei.
Während seiner Gastspiele lernte Richard Tauber die Soubrette Elisabeth Denemy kennen. Aus ihrer Beziehung ging ein Sohn hervor, den Tauber 1903 zu sich nach Wiesbaden holte, aber erst im Jahr 1913 adoptierte: den 1891 in Linz geborenen Sänger Richard Tauber. Im selben Jahr feierte Richard Tauber sein Debüt an der von seinem Vater in Chemnitz geleiteten Bühne.
Am 29. Mai 2024 wurde vor dem Eingang des Opernhauses Chemnitz ein Stolperstein für Anton Richard Tauber verlegt.

### Auszeichnungen
Richard Tauber wurde für seine Verdienste um das deutsche Theater zum Ehrenmitglied des Deutschen Bühnenvereins ernannt. Zugleich war er 1. Vorsitzender der Intendanten-Vereinigung.